# Termínovaný vklad
Termínovaný vklad je druh spořicího účtu určeného ke garantovanému zúročení vložených finančních prostředků. Na rozdíl od klasického spořicího účtu si ho však klient sjednává na předem vymezenou dobu a úrok. Po sjednanou dobu nesmí peníze vybírat ani vkládat. Z toho důvodu je i úroková sazba u termínovaných vkladů zpravidla vyšší než u běžných spořicích účtů.

## Charakteristika termínovaného vkladu
Funkce termínovaného vkladu spočívá v jednorázovém vložení finančního obnosu, minimálně zpravidla v řádech desetitisíců. Peníze investované do termínovaného vkladu nelze volně převádět na jiné účty nebo s nimi jinak platit. V takovém případě hrozí postih. Předčasné zrušení termínovaného vkladu je možné, avšak doprovázené přísnými sankcemi.
Peníze uložené na termínovaných vkladech jsou ze zákona 100 % jištěné, maximálně však do hodnoty 100 tisíc euro.
Termínované vklady nabízí banky nebo družstevní záložny (kampeličky), přičemž sjednání tohoto produktu je u družstevních záložen podmíněno také členským vkladem, jehož velikost je minimálně 10 % z vložené sumy. Členský vklad není chráněný pojištěním. Pokud družstevní záložna zkrachuje, klient o vklad přijde.
Úroky termínovaných vkladů se pohybují mezi 3,4 % a 0,01 % (u krátkodobých termínovaných vkladů). 

### Dělení termínovaných vkladů
Termínované vklady se dělí podle sjednané délky vkladu, způsobu ukončení vkladu, sjednané měny vkladu a typu úroku.
Podle sjednané délky vkladu se rozděluje na:
- Krátkodobé uzavřené na několik týdnů až rok
- Střednědobé na dva až 4 roky
- Dlouhodobé na pět a více let

Obecně platí, že na čím delší dobu je sjednaný termínovaný vklad, tím vyšší úrok banka nebo kampelička nabídne.
Podle způsobu ukončení:
- Termínované vklady jednorázové (bez obnovy) – Tyto vklady mají předem stanovenou pevnou lhůtu a úrokovou sazbu. Po uběhnutí stanovené lhůty je vypočten úrok a spolu s původní vloženou částkou převeden na bankovní účet investora. Vklad tak není možné obnovit.
- Termínované vklady cyklické (s obnovou), také revolvingové – Pokud tento účet není po stanovené lhůtě klientem vybrán, je automaticky obnoven se stejnou lhůtou a úrokovou sazbou, popřípadě se sazbou, která odpovídá bankovní sazbě v den obnovení vkladu pro dané parametry termínovaného účtu.[2]

Podle sjednané měny:
- Vklad v českých korunách
- Vklad v cizí měně, nejčastěji v eurech nebo amerických dolarech. Termínované vklady v cizí měně mohou být jinak či lépe úročeny než české koruny, je však možný pokles způsobený pohybem směnného kurzu.[3]

Podle typu úroku:
- Fixní neboli pevné úročení – Úrok je po celou dobu trvání stejný.
- Variabilní neboli pohyblivá sazba – Úrok se mění podle situace na trhu a podle sazeb vyhlášených Českou národní bankou.[1]

## Manipulace s prostředky
V den, kdy jsou vložené finanční prostředky volné, může je klient vybrat, převést na jiný účet, v případě cyklického účtu je může navýšit nebo snížit. Pokud volný den připadne na nepracovní den, jsou prostředky volné následující pracovní den.

## Výhodnost termínovaného účtu
Ačkoliv v roce 2018 dochází k pozvolnému růstu úrokových sazeb spořicích a termínovaných vkladů, lze si toho povšimnout spíše u kampeliček a menších bank. I tady však nelze termínovaný vklad vybírat dle toho, který klientovi nejvíce ušetří, ale který nejméně prodělá. Může za to inflace, která v roce 2018 dosáhla hodnoty 2,5 %. Dále výnosy z termínovaných vkladů podléhají srážkové dani ve výši 15 %.